# سامح الدربالی
سامح الدربالی (فرانسوی: Sameh Derbali‎؛ زادهٔ ۲۳ نوامبر ۱۹۸۶) بازیکن فوتبال اهل تونس است.

## باشگاهی
از باشگاه‌هایی که در آن بازی کرده‌است می‌توان به باشگاه فوتبال اسپرانس تونس و باشگاه فوتبال المپیک باجی اشاره کرد.

## تیم ملی
وی همچنین در تیم ملی فوتبال تونس بازی کرده‌است.